# Dierama floriferum
Dierama floriferum är en irisväxtart som beskrevs av Olive Mary Hilliard. Dierama floriferum ingår i släktet Dierama och familjen irisväxter. Inga underarter finns listade i Catalogue of Life.